# Adioukrou (langue)
Pour les articles homonymes, voir Adjoukrou.
L’adjoukrou (ou adioukrou, adyukru, adjukru, adyoukrou, ajukru)  est une langue kwa parlée par les Adjoukrous en Côte d'Ivoire.

## Villages
L'adioukrou est parlé dans ces villages:
| nom de village | nom natif (API) | remarques     |
| -------------- | --------------- | ------------- |
| Debrimou       | dibrm           |               |
| Agbaille       | àgbáj           |               |
| Agnéby         | àɲébí           |               |
| Akradio        | áklòdʒ          |               |
| Arraebe        | àrmɛ̂bɛ̀          |               |
| Petit-Badien   | dàbúlí          |               |
| Vieux-Badien   | gbàdʒń          |               |
| Bodou          | bōdú            |               |
| Bohne          | bɔ̀n             |               |
| Boubo          | gbǔgbɔ́          |               |
| Bouhouri       | bòbòr           |               |
| Kaka           | kàkà            |               |
| Kosrou         | kósr̀            |               |
| Lopou          | lɔ̀kp            |               |
| Mopoyem        | mópòjɛ́m         |               |
| Ngaty          | gǎtì            |               |
| Opoyouneme     | ɔ̀kpɔ̂jú          |               |
| Orbaf          | árgbàf          |               |
| Orgaf          | àrôgáf          |               |
| Ousrou         | ùsŕ             |               |
| Vieil-Ousrou   | ùsŕ ɛ́b sîg-ɛ́m   |               |
| Pandah         | kpándà          |               |
| Pass           | koàs            |               |
| Tiaha          | tʃáhà           |               |
| Toupah         | tùkpà           |               |
| Yassap         | jàsákp          |               |
| Yobouhil       | jûwál           |               |
| Ahouja         | àwjá            | avec l'abidji |
| Akakro         | àkâkró          | avec l'abidji |
| Anomikro       | ǹdùmí-bâŋǹ      | avec l'abidji |